# Aldolfo Gustav Krauss
Adolfo Gustav Krauss (Stuttgart, 1940) es un licenciado en periodismo y diseñador alemán. 

## Biografía
Es hijo del periodista Adolfo Johann Krauss y Mary Sylvia Schreiber.nLa guerra llevó a su familia a emigrar a Ámsterdam durante 4 años, y más tarde a España, en concreto a Madrid. Allí pasó la mitad de su infancia, estudió en casa durante 8 años, siendo impartidas sus clases por Ben Roth, un viajero periodista judío conocido de su padre, aunque no muy conocido en su país de origen, el cual alimentó la mente de Gustav con la mejor de las paciencias y experiencias. Gracias a él, Gustav adquirió un pensamiento global, una mente abierta y un corazón valiente.
Conoció el pensamiento antiguo, la historia, y fue donde empezó a destacar en las artes plásticas, teniendo siempre un enfoque "revolucionario e innovador" más cercano al de un publicista que al de un artista.
Por la destreza con que realizaba sus obras ya mereció la atención de muchos visitantes del hogar paterno, en especial de Martín Almádena, director de la Escuela de Artes. Fue a finales de marzo de 1956, cuando sus padres, siguiendo los consejos de Martín Almádena y Ben Roth, decidieron que fuera a Barcelona donde fue discípulo de excelentes maestros del noble arte, entre ellos Antonio Caba.
A los 18 años, dejó un poco apartado el mundo del arte y comenzó los estudios de periodismo, en la Universidad Autónoma de Barcelona, donde, contra todo pronóstico, se desató su lado menos objetivo. La prensa le ayudó a tener un pensamiento propio, a preocuparse por las necesidades del ser humano, dejando atrás las normas convencionales de contar historias, olvidando la frialdad de la noticia para entrar en el mundo de lo relativo, lo individual. Aun así se licenció en 1962, con excelentes notas.
Después de su atareada adolescencia, y tras la muerte repentina de su padre, del cual no pudo despedirse, decidió viajar, volver a su país de origen, recuperar las raíces que le habían llevado a tener esa vida, completa y enriquecida. Vivió durante 3 años en la casa de sus padres en Stuttgart, donde comenzó a interesarse por la arquitectura, e influenciarse por los motivos 'Altes Schloss' más renacentistas, su obsesión le llevó a instalarse a pintar cada mañana durante 2 años en la principal plaza de Stuttgart, llamada 'Schlossplatz' donde regala sus cuadros sin miramiento debido a la gran producción que le inspiraba la ciudad.
En 1966 comenzó a trabajar en PORSCHE, donde ayudó con su magnífica mano a diseñar algunos de los modelos de coches y muchos prototipos con ideas demasiado adelantadas a su época.
A su vez, se instaló en un ático frente la famosa plaza, su casa se convirtió en un estudio, cada pared estaba cubierta de planos, dibujos, ideas. Su vida a partir de aquel momento giró en torno al diseño industrial y a la creación de espacios, involucrando la funcionalidad y la belleza de una forma sublime. Vendió patentes y trabajó para diversas escuelas y estudios hasta 1980, cuando vivió una dura crisis existencial y decidió volver a España.
Al poco tiempo de llegar, recibió el más duro golpe de su vida, cuando se enteró de que su querido amigo y mentor Ben Roth, había muerto en un vuelo a Alemania cuando se disponía a visitarle, y en cierto modo a despedirse de él, pues llevaba varios años sufriendo una enfermedad que poco a poco estaba acabando con su vida.
Tras esta terrible noticia, Gustav se mantiene fuerte, comienza trabajar en España para diversos estudios y agencias y a escribir su libro "Probar a vivir", un libro mezcla de autobiográfico y ficción, esencialmente filosófico, en el cual Gustav pasea por todos los rincones de su experiencia vital, dando al mundo del diseño una nueva visión sobre la manera de concebir conceptos, de vivir los bocetos y plantear los proyectos. Publicado en 1986, por la desaparecida Editorial Carácter, fue descatalogado cuando ésta se vino abajo con motivo de la crisis de los 90.
En 1999, Gustav Krauss, fue elegido miembro honorífico de la Sociedad de Diseñadores de Alkabar ("Los de Alkabar"), un grupo de diseñadores independientes y suburbanos, al que perteneció activamente, que hacía la vida de la gente un poco más feliz sin saberlo, saboteando a grandes empresas como Telefónica simplemente poniendo una etiqueta con el mensaje de "NO FUNCIONA" en las cabinas de teléfono. 
Durante el resto de su vida, siguió trabajando para diversos estudios y agencias que precisaron de increíble destreza a la hora de dar vida a conceptos que quizá no la merecían, y por supuesto actuando en la guerrilla suburbana de Los de Alkabar.
A día de hoy, Krauss vive retirado del mundo del diseño, escribe libros que reparte gratuitamente en la red, con seudónimos diferentes.

## Curiosidades
Existe un estudio diseño que lleva el nombre del personaje.Estudio Krauss